# Kuutinsaari
Kuutinsaari är en ö i Finland. Den ligger i sjön Kuolimo och i kommunen Sankt Michel i den ekonomiska regionen  S:t Michel och landskapet Södra Savolax, i den södra delen av landet, 180 km nordost om huvudstaden Helsingfors. Öns area är 2,3 hektar och dess största längd är 330 meter i öst-västlig riktning.